# Peyrabout
Peyrabout là một xã thuộc tỉnh Creuse trong vùng Nouvelle-Aquitaine miền trung nước Pháp. Xã này nằm ở khu vực có độ cao trung bình 600 mét trên mực nước biển.

## Địa lý
Đây là khu vực nông trang và lâm nghiệp, cự ly khoảng 5 km về phía nam của Guéret, tại giao lộ các tuyến đường D3 và D52.

## Dân số
| 1962                                                        | 1968 | 1975 | 1982 | 1990 | 1999 | 2005 |
| ----------------------------------------------------------- | ---- | ---- | ---- | ---- | ---- | ---- |
| 83                                                          | 111  | 114  | 171  | 162  | 158  | 163  |
| Số liệu điều tra dân số từ năm 1962 Dân số chỉ tính một lần |      |      |      |      |      |      |

## Địa điểm nổi bật
- Nhà thờ St.Madeleine, từ thế kỷ 12.